# Zellsuspensionskultur
Eine Zellsuspensionskultur ist eine Zellkultur, bei der im Idealfall alle enthaltenen Zellen einzeln in Suspension vorliegen. Dabei kommt es je nach Methode auch zur Bildung mehrzelliger Aggregate.

## Eigenschaften
Die allgemeine Definition einer Zellsuspension ist bisher umstritten. In den 1950er Jahren wurde bereits versucht, aus einzelnen Zellen bestehende Kulturen von höheren Pflanzen zu erzeugen, analog zu Algenkulturen. Dieses Ziel konnte bisher in den wenigsten Fällen erreicht werden. Auch bei einer Suspension, die von einer einzelnen Zelle ausgeht, kommt es im Flüssigmedium mit Beginn des Wachstums, neben einzeln vorliegenden Zellen, zur Bildung von Zellaggregaten unterschiedlicher Größen.
Pflanzliche Zellsuspensionen können auf verschiedene Arten erzeugt werden. Zum einen können die Mittellamellen mit Hilfe von Enzymen abgebaut werden, zum anderen können die Kulturen durch mechanische Mazeration gewonnen werden. Möglich ist auch der mechanische Abrieb peripheren Zellmaterials von einem Kallus. Im Gegensatz zu einer Kalluskultur sind in einer Zellsuspension in der Regel deutlich mehr verschiedene Zelltypen zu finden. Daraus resultierend muss mit einer größeren cytologischen Inhomogenität dieser Kulturen gerechnet werden.
In Tieren kommen natürliche Suspensionszellen im Blut und in der Lymphe vor, z. B. Erythrozyten oder Immunzellen. Gewebszellen können durch mechanische Zerkleinerung des Gewebes und durch enzymatische Behandlung mit Trypsin isoliert werden und in Suspensionskultur gehalten werden.

## Verwendung
Zellsuspensionskulturen von Säugerzellen werden vor allem bei der Produktion von Biopharmazeutika eingesetzt. Die am häufigsten hierzu verwendeten Zelltypen sind CHO-Zellen, Hybridoma-Zellen, HEK-Zellen und BHK-Zellen. Von diesen sind nur die Hybridoma-Zellen, welche durch Fusion von B-Lymphozyten und Myelomazellen hergestellt werden, Suspensionszellen. Die anderen genannten Zelltypen müssen zunächst von adhärentem Wachstum an Wachstum in Suspension adaptiert werden. Die großtechnische Produktion von Biopharmazeutika mit adhärenten Zellkulturen wird größtenteils durch die zur Anheftung der Zellen zur Verfügung stehenden Oberfläche limitiert. Diese Limitierung wird durch die Kultivierung in Suspension vermieden. Suspensionszellkulturen werden dahingegen durch die Verfügbarkeit von Nährstoffen und die Anreicherung von toxischen Stoffwechselendprodukten (wie z. B. Ammonium) im verwendeten Zellkulturmedium limitiert. Durch die Verwendung moderner, in ihrer Zusammensetzung ausgewogener Zellkulturmedien können heutzutage Zelldichten von >10^7 Zellen/mL erreicht werden. Dabei sind die individuellen Stoffwechseleigenschaften der Zellen zu beachten. Mithilfe der Perfusionskultur kann eine weitere Steigerung der Zelldichte erzielt werden.